# Zarautz KE
A Zarautz KE, teljes nevén Zarautz Kirol Elkartea, spanyolul Club Deportivo Zarautz spanyolországi, baszkföldi labdarúgócsapatot 1944-ben alapították, 2012/13-ban a regionális bajnokságban szerepelt.

## Statisztika
| Szezon      | Osztály    | Poz. | Copa del Rey |
| ----------- | ---------- | ---- | ------------ |
| 1944-45-től | Regionális | —    |              |
| 1989-90-ig  | Regionális | —    |              |
| 1990/91     | 3ª         | 13.  |              |
| 1991-92-től | Regionális | —    |              |
| 2006-07-ig  | Regionális | —    |              |
| 2007/08     | 3ª         | 16.  |              |
| 2008/09     | 3ª         | 17.  |              |
| 2009/10     | D. Honor   | 1.   |              |
| 2010/11     | 3ª         | —    |              |

## Ismertebb játékosok
- Estanislao Argote
- Juan Cuyami